# Anopheles carteri
Anopheles carteri is een muggensoort uit de familie van de steekmuggen (Culicidae). De wetenschappelijke naam van de soort is voor het eerst geldig gepubliceerd in 1933 door Evans & de Meillon.